# Talkin' Loud

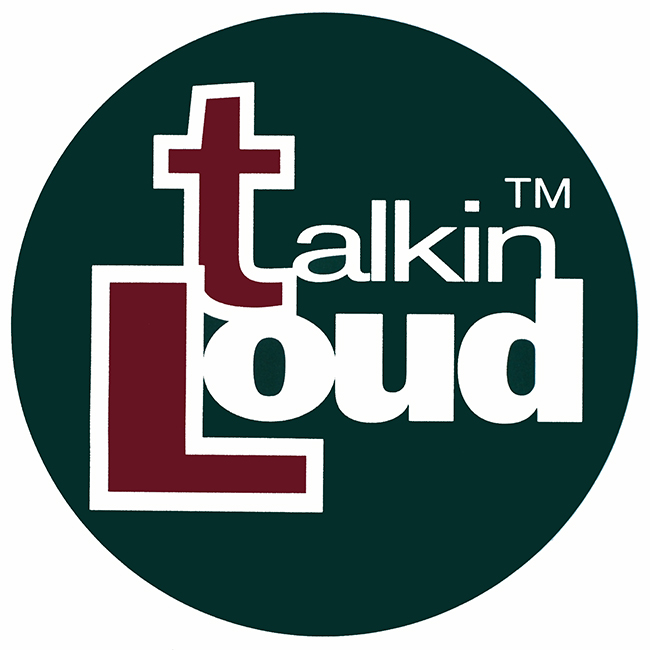
Logo.

Talkin'Loud est un label londonien, de musique électronique essentiellement, créé par Gilles Peterson durant l'été 1989, très influent à la fin des années 1990 et au début des années 2000. L'autre grand label londonien de musique électronique à cette époque est Ninja Tune.

## Artistes
- Roni Size/Reprazent
- Galliano
- Urban Species
- 4 Hero
- Incognito
- MJ Cole